# Okopy (Tschortkiw)
Okopy (ukrainisch Окопи; russisch Окопы, polnisch Okopy Świętej Trójcy) ist ein Dorf im Rajon Tschortkiw der Oblast Ternopil im Westen der Ukraine.

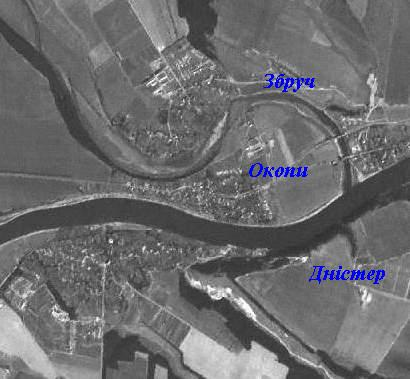
Lage des Ortes auf einer Halbinsel zwischen Sbrutsch und Dnister

## Geographische Lage
Der Ort liegt etwa 127 Kilometer südöstlich der Oblasthauptstadt Ternopil und 41 Kilometer südöstlich der ehemaligen Rajonshauptstadt Borschtschiw auf einer Halbinsel zwischen Sbrutsch und Dnister. Am 20. Juli 2015 wurde das Dorf ein Teil der neugegründeten Siedlungsgemeinde Melnyzja-Podilska (Мельнице-Подільська селищна громада Melnyze-Podilska selyschtschna hromada), bis dahin war es ein Teil der Landratsgemeinde Wyhoda im Rajon Borschtschiw.
Seit dem 17. Juli 2020 ist sie ein Teil des Rajons Tschortkiw.

## Geschichte

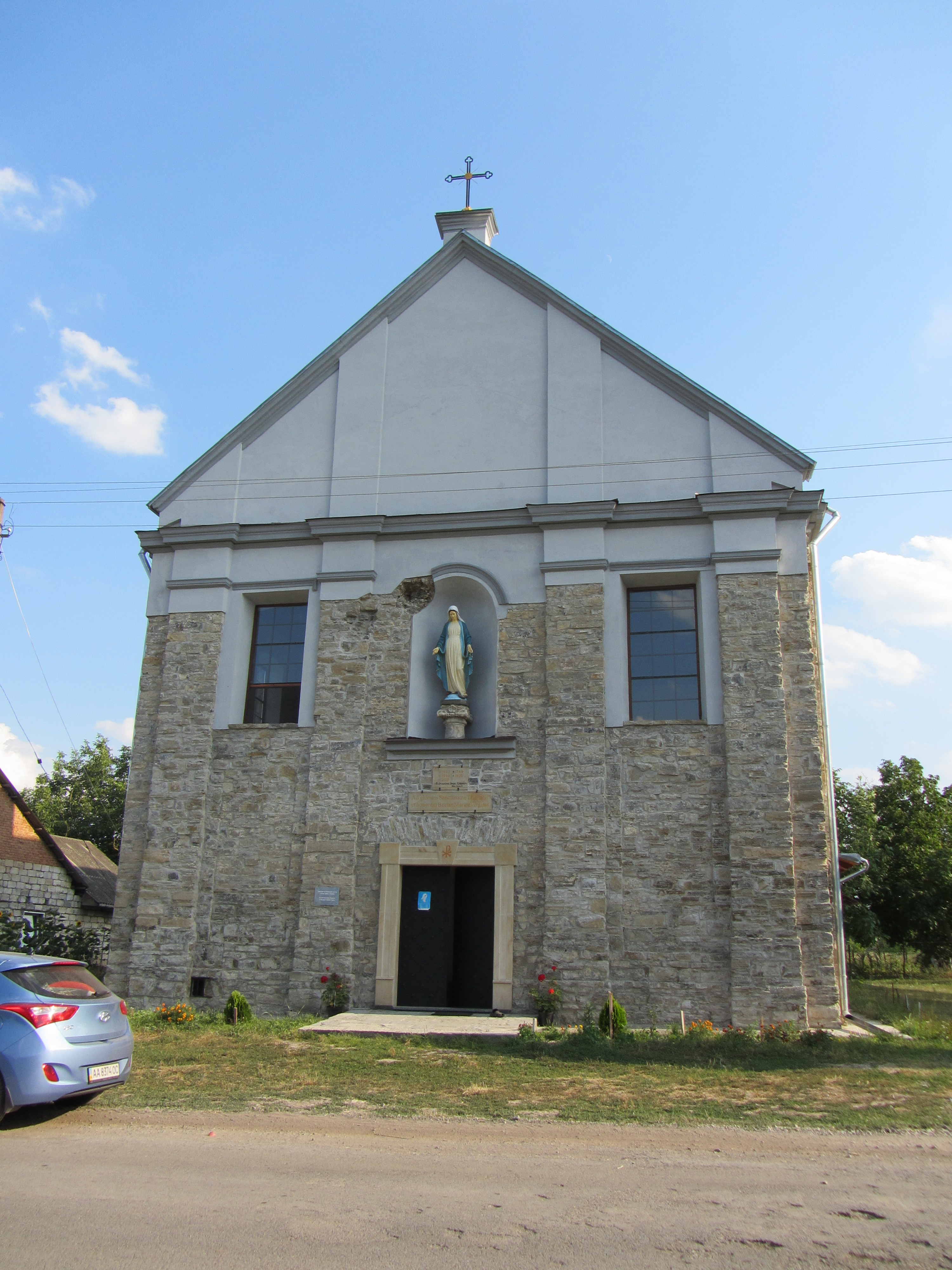
Kirche im Ort

Der Ort wurde 1692 zum ersten Mal schriftlich erwähnt, erhielt 1700 das Magdeburger Stadtrecht und lag zunächst in der Adelsrepublik Polen-Litauen, Woiwodschaft Podolien. König Jan III. Sobieski ließ auf dem strategisch wichtigen Felsen eine Burg zur Verteidigung gegen die Osmanen errichten, die Bedeutung ließ aber nach dem Rückzug der Osmanen nach, infolge von Kampfhandlungen mit russischen Truppen im Jahre 1769 wurden die Festungsmauer stark beschädigt. 1772 kam der Ort als Okopy zum damaligen österreichischen Kronland Galizien und wurde hier Grenzort zu Russland, es wurde im Ort ein Zollamt eingerichtet. Zwischen 1810 und 1815 war er kurzzeitig innerhalb des Tarnopoler Kreises ein Teil des Russischen Kaiserreiches und kam dann wieder in österreichische Hand, ab 1867 war er im galizischen Bezirk Borszczów eingegliedert. Der Ort hatte hier den Status eines Marktstädtchens, verlor diesen nach 1918 unter polnischer Herrschaft.
Nach dem Ende des Ersten Weltkrieges kam der Ort zur Polnischen Republik (in die Woiwodschaft Tarnopol, Powiat Borszczów, Gmina Okopy Świętej Trójcy), der bis dahin eigenständig bestehende Ortsteil Kozaczówka wurde in dieser Zeit mit Okopy vereinigt. Im Zweiten Weltkrieg 1939 bis 1941 wurde Okopy dann von der Sowjetunion und dann bis 1944 von Deutschland besetzt und hier in den Distrikt Galizien eingegliedert.
Nach dem Ende des Krieges wurde der Ort der Sowjetunion zugeschlagen, dort kam das Dorf zur Ukrainischen SSR und ist seit dem Zerfall der Sowjetunion 1991 ein Teil der unabhängigen Ukraine.
Im Ort gab es eine größere jüdische Gemeinde, deren bekanntester Vertreter der hier um 1700 geborene Israel ben Elieser war.